# Dobrkowo
Dobrkowo [pronunciación en polaco: /dɔbrˈkɔvɔ/] (en alemán: Daberkow) es un pueblo ubicado en el distrito administrativo de Gmina Radowo Małe, dentro del Distrito de Łobez, Voivodato de Pomerania Occidental, en el norte de Polonia occidental.
Se encuentra aproximadamente a 10 kilómetros al suroeste de Radowo Małe, a 20 kilómetros al oeste de Łobez, y a 54 kilómetros al noreste de la capital regional Szczecin.